# Huntsville Havoc
Die Huntsville Havoc sind eine US-amerikanische Eishockeymannschaft aus Huntsville, Alabama. Das Team spielt seit 2004 in der Southern Professional Hockey League.

## Geschichte
Die Mannschaft wurde 2004 als Franchise der Southern Professional Hockey League gegründet. Sie ersetzten in Huntsville die Huntsville Channel Cats, die zuletzt in der Saison 2003/04 in der South East Hockey League angetreten waren. In der SPHL gewannen die Huntsville Havoc in der Saison 2009/10 erstmals den ligainternen Meistertitel, den President’s Cup. Nach dem zweiten Platz in der regulären Saison, konnte sich die Mannschaft in den Playoffs nach Siegen über die Pensacola Ice Flyers und die Knoxville Ice Bears im Finale mit einem Sweep in der Best-of-Five-Serie gegen die Mississippi Surge durchsetzen, die in der regulären Saison noch Platz eins vor Huntsville belegt hatten. In den Jahren zuvor gehörte Huntsville nur zum Mittelmaß der Liga und kam nie über Platz vier in der regulären Saison bzw. die zweite Playoff-Runde hinaus.

## Trainer
In den ersten vier Jahren ihres Bestehens wurden die Huntsville Havoc vom Kanadier John Gibson betreut. Anschließend übernahm für ein Jahr der US-Amerikaner Eric Soltys, der zuvor unter anderem in der kanadischen Juniorenliga QMJHL als Assistent tätig war, den Cheftrainerposten. Seit der Saison 2009/10 betreut mit Randy Murphy wieder ein Kanadier das Franchise. Der ehemalige Europa-Legionär gewann auf Anhieb mit den Huntsville Havoc den President’s Cup.

## Saisonstatistik
Abkürzungen: GP = Spiele, W = Siege, L = Niederlagen, T = Unentschieden, OTL = Niederlagen nach Overtime SOL = Niederlagen nach Shootout, Pts = Punkte, GF = Erzielte Tore, GA = Gegentore, PIM = Strafminuten
| Saison  | GP | W  | L  | T | OTL | SOL | Pts | GF  | GA  | Platz    | Playoffs                        |
| 2004/05 | 56 | 29 | 27 | — | —   | —   | 58  | 183 | 181 | 6., SPHL | Niederlage in der ersten Runde  |
| 2005/06 | 56 | 32 | 21 | — | 1   | 2   | 67  | 203 | 186 | 5., SPHL | Niederlaga in der zweiten Runde |
| 2006/07 | 56 | 29 | 23 | — | 3   | 1   | 62  | 221 | 210 | 4., SPHL | Niederlage in der zweiten Runde |
| 2007/08 | 52 | 23 | 27 | — | 0   | 2   | 48  | 195 | 211 | 7., SPHL | nicht qualifiziert              |
| 2008/09 | 60 | 29 | 24 | — | 6   | 1   | 65  | 204 | 197 | 4., SPHL | Niederlage in der ersten Runde  |
| 2009/10 | 56 | 31 | 16 | — | 7   | 2   | 71  | 199 | 178 | 2., SPHL | President’s Cup                 |
| 2010/11 | 56 | 30 | 24 | — | 0   | 2   | 60  | 168 | 158 | 3., SPHL | Niederlage in der ersten Runde  |
| 2011/12 | 56 | 22 | 28 | — | 3   | 3   | 50  | 163 | 198 | 8., SPHL | Niederlage in der zweiten Runde |

## Team-Rekorde

### Karriererekorde
Spiele: 220  James Patterson
Tore: 110  James Patterson
Assists: 179  James Patterson
Punkte: 289  James Patterson
Strafminuten: 994  Luke Phillips

## Bekannte Spieler
- Brian Gratz
- Josh Liebenow